# Éclipse lunaire du 4 juin 2012
| Éclipse partielle de Lune du 4 juin 2012                                                                                                  | Éclipse partielle de Lune du 4 juin 2012 |
| --- | ---------------------------------------- |
| Schéma de l'évolution de l'éclipse, tandis que la Lune passe de droite (Ouest) à gauche (Est) dans la partie Nord de l'ombre de la Terre. |                                          |
| Gamma | 0,5647                                   |
| Magnitude | 0,8124                                   |
| Localisation | Océan Pacifique                          |
| Saros (membre de la série) | 140 (25 sur 80)                          |
| Durée (h:min:s) |                                          |
| Phases partielles | 2 h 6 min 35 s                           |
| Phases pénombrales | 4 h 30 min 2 s                           |
| Contacts (UTC) |                                          |
| P1 | 8:48:11                                  |
| U1 | 9:59:53                                  |
| Maximum | 11:03:12                                 |
| U4 | 12:06:28                                 |
| P4 | 13:18:13                                 |
| |                                          |

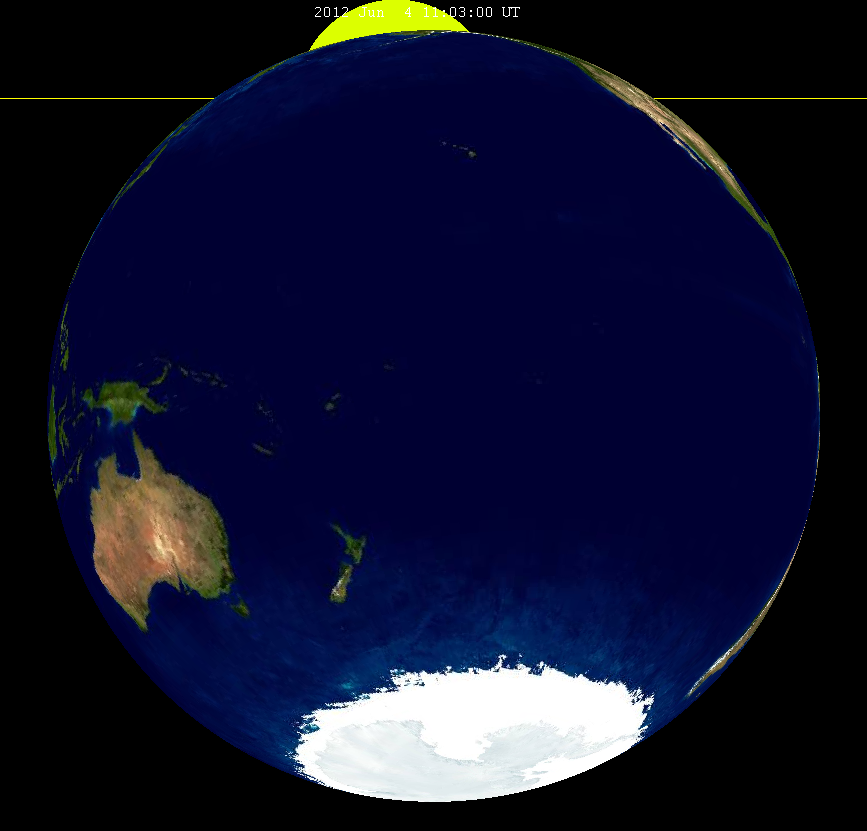
Cette simulation montre la Terre au moment du maximum de l'éclipse comme elle serait vue depuis le centre de la Lune. Le Soleil est vu ici comme partiellement éclipsé au-dessus du pôle Nord terrestre.

L'éclipse lunaire du 4 juin 2012 est une éclipse partielle de Lune.
Ce fut la première des deux éclipses lunaires de l'année 2012, la seconde se produisant le 28 novembre 2012. La Lune fut couverte d'environ un tiers par l'ombre du nord de la Terre au maximum de l'éclipse. La portion de la Lune à l'intérieur de l'ombre était illuminée par la lumière du Soleil réfractée à travers l'atmosphère terrestre, donc beaucoup plus faible, avec une dominante rougeâtre.

## Visibilité
Cette éclipse lunaire, se produisant pendant la « pleine lune des fraises » (Strawberry full moon en anglais), c'est-à-dire la pleine lune de juin, était complètement visible sur l'Australie, montante sur l'Asie orientale et descendante sur l'ouest de l'Amérique du Nord. La Nouvelle-Angleterre et l'est du Canada ont manqué intégralement l'éclipse étant donné que l'évènement a commencé après le lever du Soleil dans ces régions. L'éclipse fut visible dans le centre des États-Unis.
Parmi ceux-ci en Amérique du Nord, les observateurs de l'ouest du Canada et des États-Unis avaient la meilleure vue, puisque le coucher du Soleil se produisit après la mi-éclipse.

## Galerie

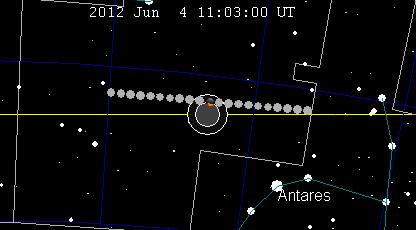
Le mouvement horaire de la Lune à travers l'ombre de la Terre dans la constellation d'Ophiuchus (le Serpentaire) (au nord du Scorpion).
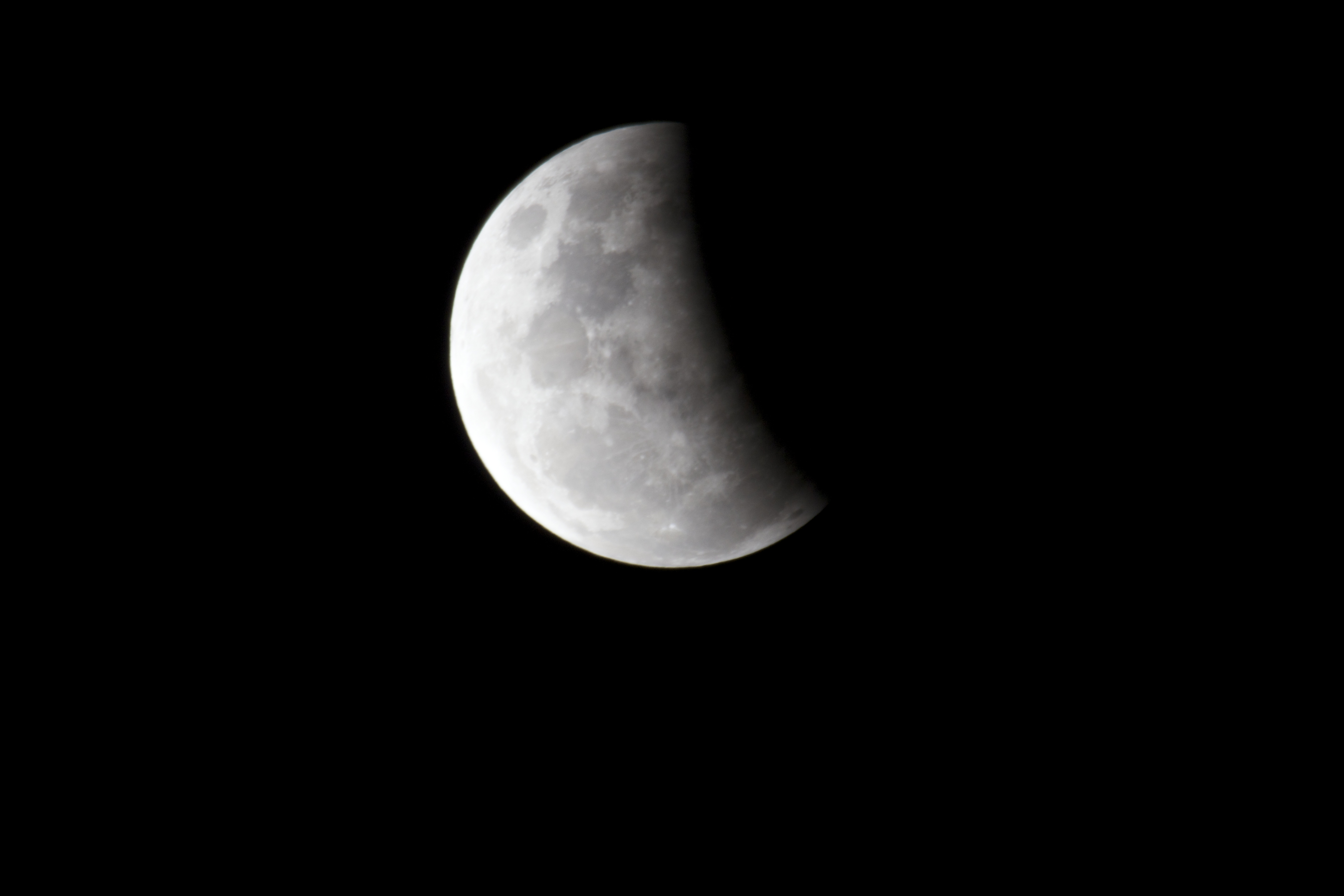
Depuis l'Australie.
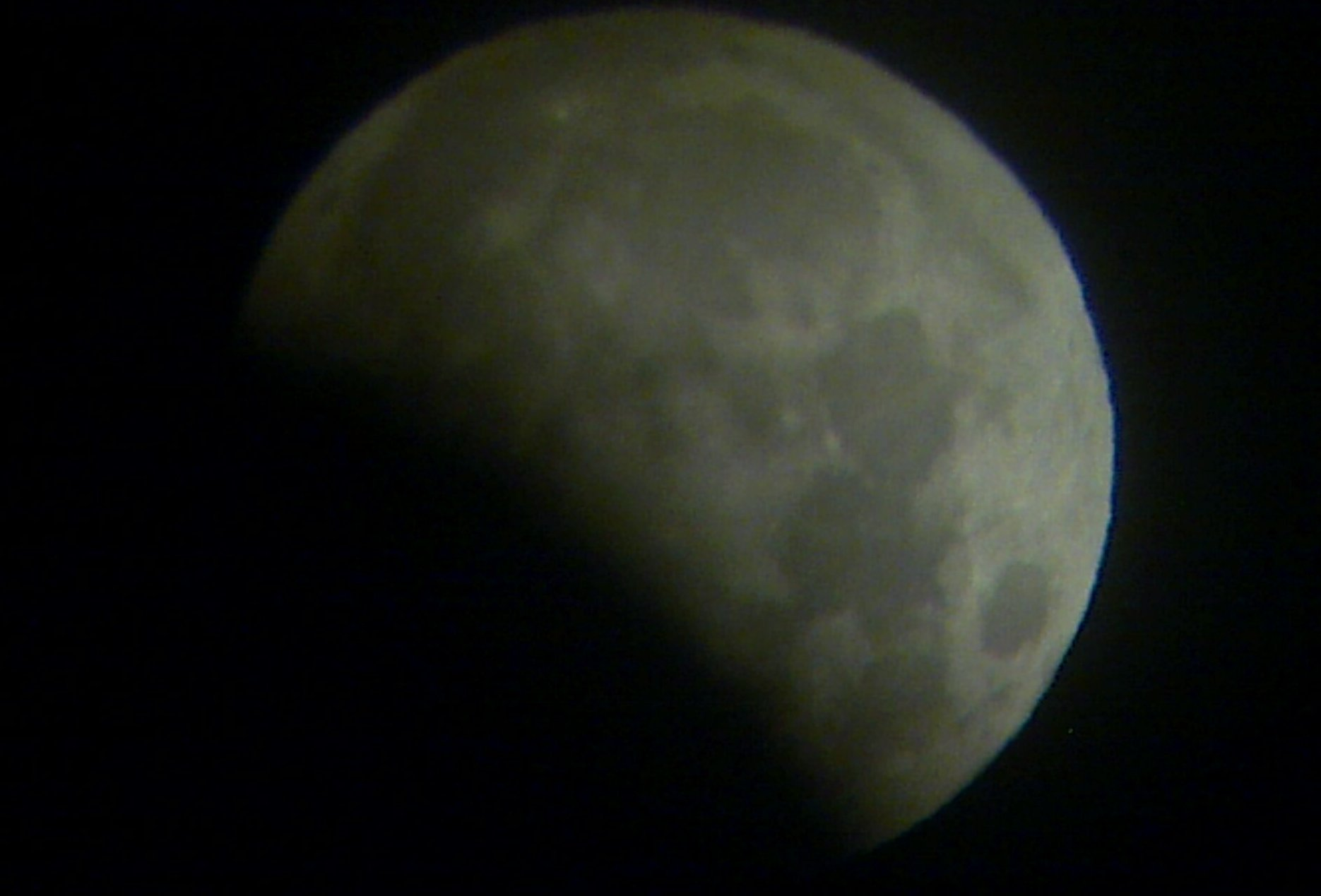
Albuquerque, 11:20 UT.

## Éclipses liées

### Année lunaire (354 jours)
Cette éclipse fut une des cinq éclipses lunaires dans une série rapprochée. La série d'année lunaire se répète après 12 lunaisons ou 354 jours, rétrogradant d'environ 10 jours par année. À cause du décalage de date, l'ombre de la Terre sera environ 11 degrés plus à l'ouest dans les séquences suivantes.